# Selma (Califòrnia)
Selma és una població dels Estats Units a l'estat de Califòrnia. Segons el cens del 2000 tenia 19.444 habitants.

## Demografia
Segons el cens del 2000, Selma tenia 19.444 habitants, 5.596 habitatges, i 4.538 famílies. La densitat de població era de 1.729,8 habitants/km².
Dels 5.596 habitatges en un 45,9% hi vivien nens de menys de 18 anys, en un 57,3% hi vivien parelles casades, en un 17% dones solteres, i en un 18,9% no eren unitats familiars. En el 15,7% dels habitatges hi vivien persones soles el 8,7% de les quals corresponia a persones de 65 anys o més que vivien soles. El nombre mitjà de persones vivint en cada habitatge era de 3,45 i el nombre mitjà de persones que vivien en cada família era de 3,76.
Per edats la població es repartia de la següent manera: un 33,1% tenia menys de 18 anys, un 11,8% entre 18 i 24, un 28,6% entre 25 i 44, un 16,2% de 45 a 60 i un 10,3% 65 anys o més.
L'edat mediana era de 28 anys. Per cada 100 dones de 18 o més anys hi havia 99,1 homes.
La renda mediana per habitatge era de 34.713 $ i la renda mediana per família de 36.510 $. Els homes tenien una renda mediana de 26.966 $ mentre que les dones 22.672 $. La renda per capita de la població era de 12.834 $. Entorn del 17,4% de les famílies i el 22,7% de la població estaven per davall del llindar de pobresa.

## Poblacions més properes
El següent diagrama mostra les poblacions més properes.